# Иодат индия(III)
Иодат индия(III) — неорганическое соединение, 
соль индия и иодноватой кислоты с формулой In(IO3)3,
бесцветные кристаллы,
не растворяется в воде.

## Получение
- Реакция иодной кислоты и индия в водной среде (гидротермальный синтез)[1]:

{\displaystyle {\mathsf {In+3H_{5}IO_{6}\ {\xrightarrow {180^{o}C}}\ In(IO_{3})_{3}+5H_{2}O+2O_{2}}}}

## Физические свойства
Иодат индия(III) образует бесцветные кристаллы
тригональной сингонии,
пространственная группа R 3,
параметры ячейки a = 0,97482 нм, c = 1,41374 нм, Z = 6.
При 365°С происходит необратимый фазовый переход.
Не растворяется в воде.